# اليفقة الحوافل (المحفد)

تعديل مصدري - تعديل

اليفقة الحوافل هي إحدى قرى عزلة المحفد بمديرية المحفد التابعة لمحافظة أبين، بلغ تعداد سكانها 95 نسمة حسب تعداد اليمن لعام 2004.